# Heimo Zobernig
Heimo Zobernig (Mauthen, 30 aprile 1958) è un artista, pittore e scultore austriaco.
Il suo lavoro si sviluppa attraverso differenti tecniche come scultura, pittura e video.
Ha partecipato a numerose mostre internazionali come Documenta X e la 53a Biennale di Venezia.
Vive e lavora a Vienna.

## Opere
Heimo Zobernig lavora in una varietà di media: la sua opera spazia dalla scultura, all'installazione, alla pittura, al disegno e alla performance, fino al video e agli interventi architettonici. All'inizio degli anni Ottanta, Zobernig ha iniziato con le posizioni dell'astrazione geometrica sviluppate dal modernismo e ha ribaltato la tesi principale dell'arte minimale “You get what you see” (si ottiene ciò che si vede). A prima vista, le sue prime sculture nere sembrano pesanti elementi architettonici prodotti industrialmente, ma a un esame più attento sono in realtà sculture di cartone fatte a mano. Anche altri materiali preferiti, come pannelli truciolari, il polistirolo, la carta e i tessuti, sottolineano la natura di oggetto dell'opera. Il linguaggio formale ridotto si rifà a tradizioni del XX secolo come il Costruttivismo russo, il movimento olandese De Stijl o i Concretisti di Zurigo e riflette una “visione sobria del mondo, privo di trascendenza”. Zobernig analizza le condizioni della creazione con una precisione mutuata dalle scienze naturali.
In genere, le sue opere non hanno titoli. Zobernig intende l'arte come un sistema di comunicazione che non riguarda solo la produzione di opere o verità ultime, ma anche le relazioni sociali tra persone e cose. Nel corso della crescente importanza dell'arte come pratica sociale negli anni Novanta, Zobernig ha ripetutamente arredato spazi di comunicazione come mense, sale conferenze o padiglioni di istituzioni artistiche.
La sua opera pittorica è ampia e presenta monocromi, griglie, strisce e scrittura. Zobernig utilizza ripetutamente questi aspetti formali e li combina in diverse varianti. Così facendo, i suoi dipinti evocano sia i processi pittorici del modernismo classico, in particolare gli approcci costruttivisti e concreti, sia la loro continuazione nelle avanguardie del dopoguerra fino all'arte contemporanea.

## Carriera professionale
- 1977-1980 Accademia di Belle Arti, Vienna.
- 1980-1983 Hochschule für angewandte Kunst Wien
- 1994-1995 Professore, Hochschule für bildende Künste Hamburg
- 1999-2000 Professore di scultura, Staatliche Hochschule für Bildende Künste – Städelschule Frankfurt am Main
- 2000-2022 Professore di scultura, Akademie der bildenden Künste Vienna

## Mostre (selezione)

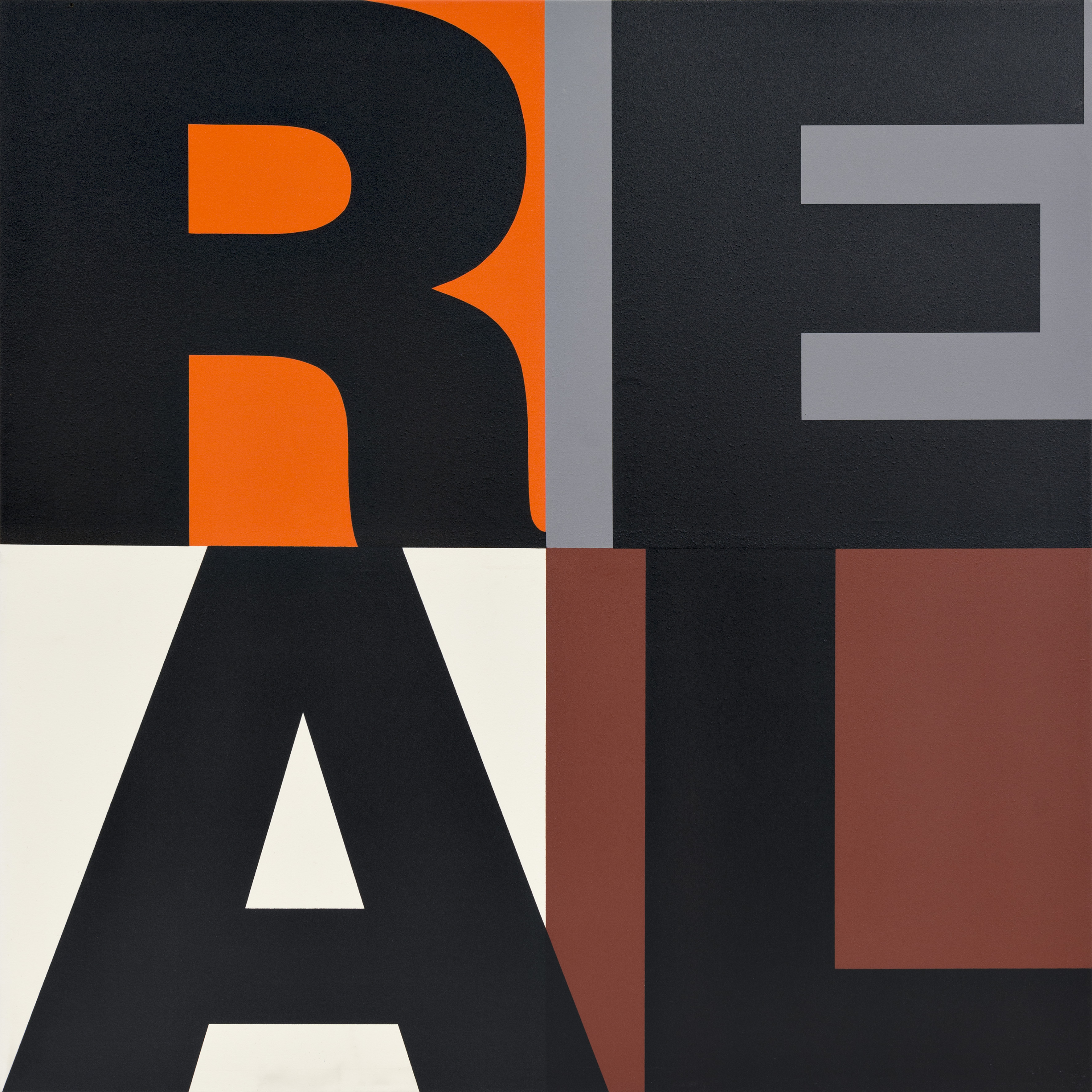
Heimo Zobernig, senza titolo, 1994

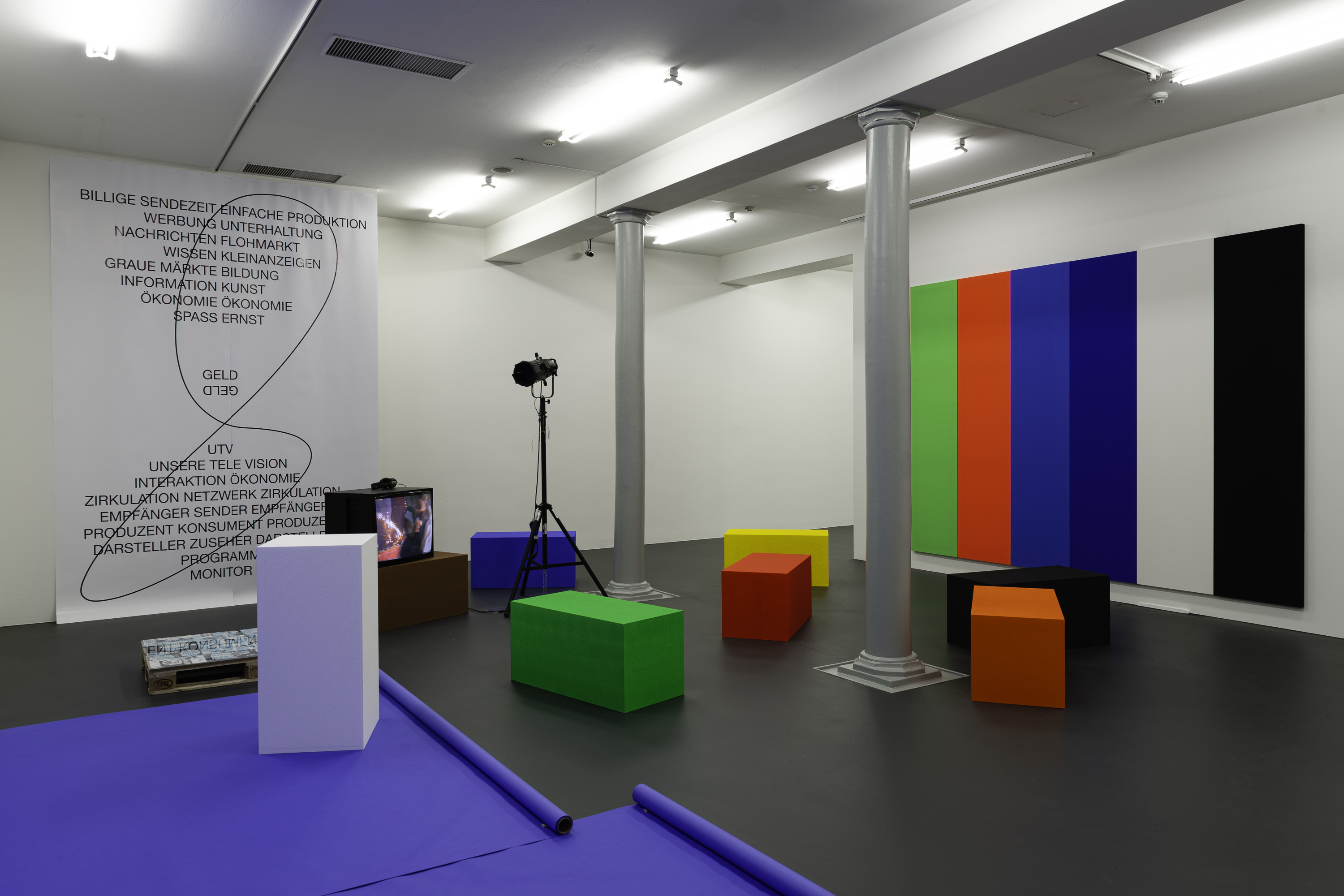
Heimo Zobernig, Ein Fernsehstudio für UTV, 1999

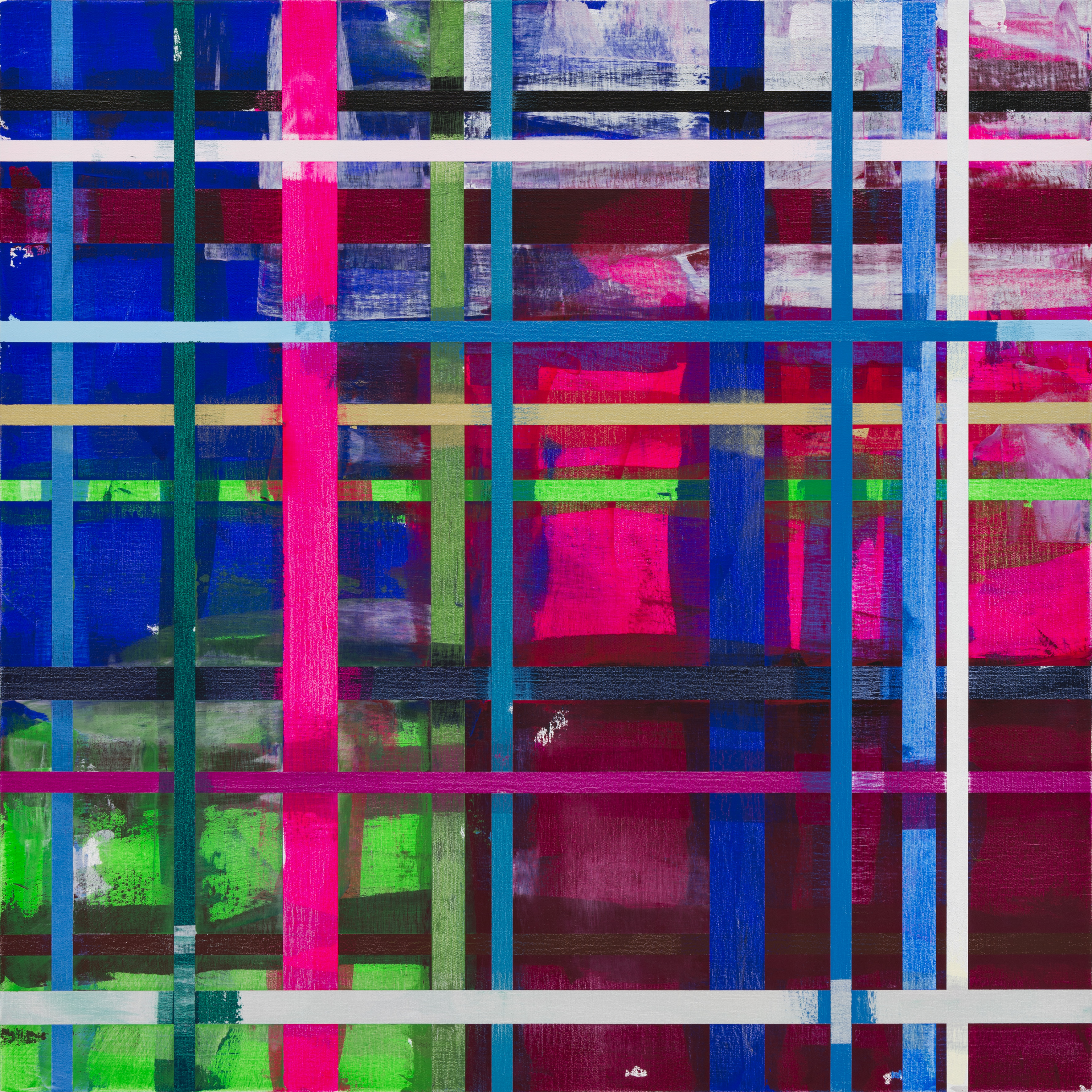
Heimo Zobernig, senza titolo, 2016

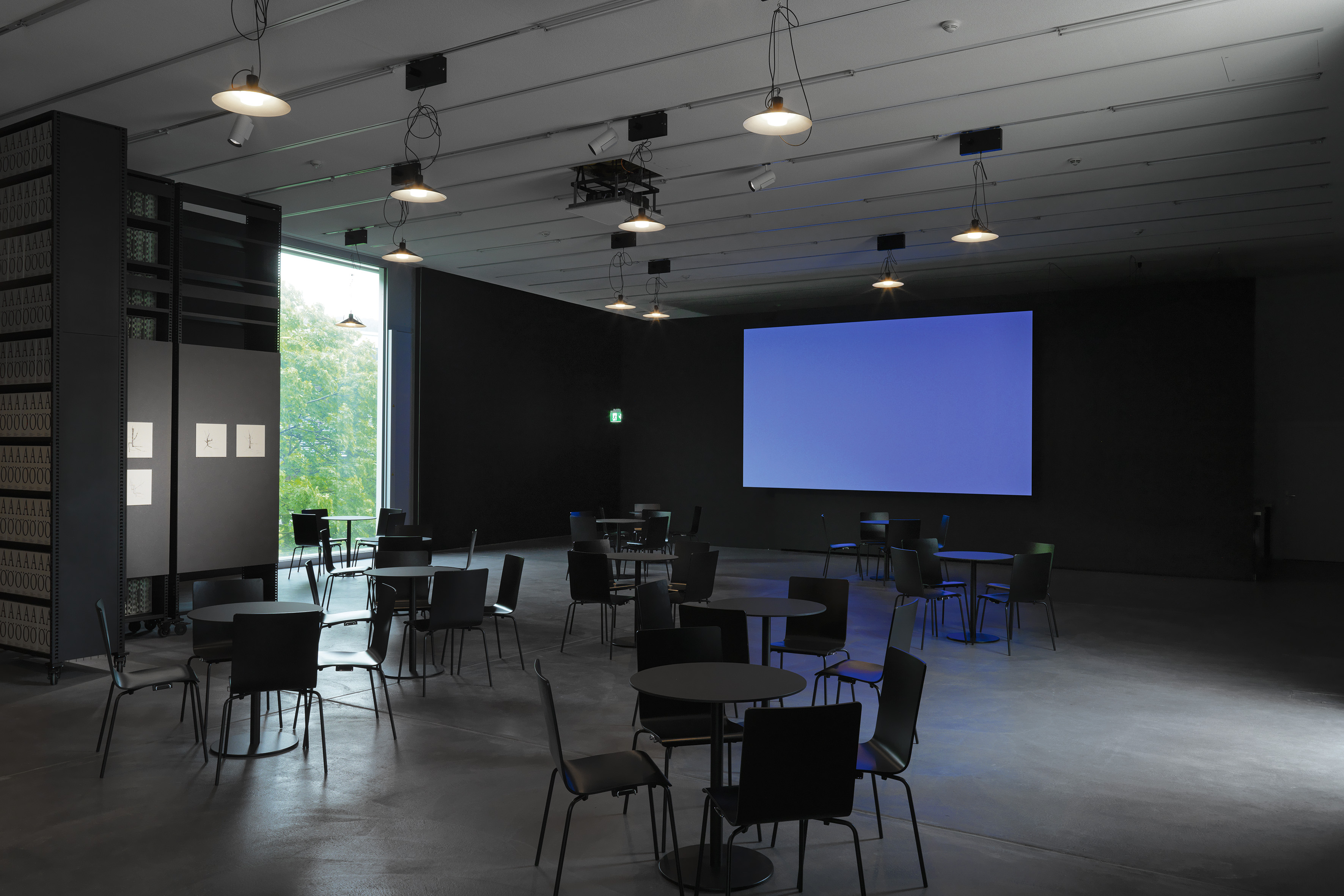
Heimo Zobernig, schwarzescafé, Zurigo, 2016

- 1983: Heiner Müller, Quartett, messinscena: Horst Zankl, scenografia: Heimo Zobernig
- 1985: Galerie Peter Pakesch, Vienna
- 1986: De Sculptura, Messepalast, Vienna
- 1986: Sonsbeek '86, Arnheim
- 1988: Aperto 88, Biennale di Venezia
- 1991: Villa Arson, Nizza
- 1992: documenta 9, Kassel
- 1993: Neue Galerie, Graz
- 1993: Salzburger Kunstverein, Salisburgo
- 1994: Kunsthalle Bern
- 1995: Secession, Vienna
- 1996: The Renaissance Society at the University of Chicago[4]
- 1997: Skulptur Projekte, Münster
- 1997: Documenta X, Kassel
- 1997: Galleria Gianluca Collica, Catania
- 2002: mumok, Museum moderner Kunst Stiftung Ludwig Wien, Vienna
- 2003: Kunsthalle Basel
- 2003: K21, Kunstsammlung Nordrhein-Westfalen, Düsseldorf
- 2004: Biennale of Sydney
- 2005: Kunstverein Braunschweig[2]
- 2006: Artspace Sydney
- 2007: Galerie Christian Nagel, Colonia
- 2008: Galleria Civica, Modena [5]
- 2000-2007: Galerie Meyer Kainer, Vienna [6]
- Galerie Chantal Crousel, Parigi
- 2008: Tate St. Ives, Cornwall [7]
- 2008 - 2009: Künstler im Fokus, Einzelausstellung im Museum für angewandte Kunst, Vienna [8]
- 2008: deSingel International Arts Centre, Antwerpen
- 2009: Fundacao Calouste Gulbenkian, Lissabon [9]
- 2009: CAPC - Musée d'art contemporain de Bordeaux
- 2009: Galerie Sud, Centre Pompidou, Paris
- 2011: Kunsthalle Zürich, Zurigo [10]
- 2011: Essl Museum - Kunst der Gegenwart, Klosterneuburg/Wien[11]
- 2012: Galerie Johann Widauer, Innsbruck
- 2012: Palacio de Velázquez, Museo Reina Sofia, Madrid[12]
- 2013: Museo Ca'Rezzonico, Venezia[13]
- 2013: Kunsthaus Graz[14]
- 2014: Mudam, Musée d'Art Moderne Grand-Duc Jean, Luxembourg[15]
- 2014: kestnergesellschaft, Hannover[16]
- 2015: contemporary locus, Bergamo[17]
- 2015: Heimo Zobernig: Austrian Pavilion, La Biennale di Venezia 2015, Venezia
- 2015: Kunsthaus Bregenz[18]
- 2016: Malmö Konsthall, Malmö[19]
- 2016: Museum Ludwig, Köln[20]
- 2017: chess painting, MIT List Visual Arts Centeer, Cambridge, MA[21]
- 2018: Olaf Metzel, Heimo Zobernig, Galleria Gentili, Firenze[22]
- 2019: Heimo Zobernig. Piet Mondrian, Albertinum, Dresden[23]
- 2019: Muzeja suvremene umjetnosti Zagreb
- 2021: mumok, Museum moderner Kunst Stuftung Ludwig Wien[24]
- 2021: MARe - Museum of Recent Art, Bukarest
- 2021: MLZ Art Dep, Trieste[25]
- 2022: Heimo Zobernig: Grafische Arbeiten, Museum der Moderne Salzburg, Rupertinum[26]
- 2022: Galería Juana de Aizpuru, Madrid
- 2022: Galerie Bärbel Grässlin, Frankfurt[27]
- 2022: Galerie Nicolas Krupp, Basel[28]
- 2022: Petzel Gallery, New York[29]
- 2023: Galerie Nagel Draxler, Köln[30]
- 2023: Galerie Chantal Crousel, Paris[31]
- 2024: Galerie Meyer Kainer, Vienna[32]
- 2024: Diana Gallery, Milano[33]
- 2024: Centre d'édition contemporaine Genevatognon

## Premi e riconoscimenti
- 1993: Premio Otto Mauer
- 2009: Medaglia d'oro al merito della Provincia di Vienna
- 2010: Premio austriaco Frederick Kiesler per l'architettura e l'arte[34]
- 2016: Premio Roswitha Haftmann[35]
- 2021: Honorary Doctor at The Faculty of Fine and Performing Arts at Lund University